# José Costa Cavalcanti
José Costa Cavalcanti GCIH (Fortaleza, 6 de janeiro de 1918 — Rio de Janeiro, 10 de agosto de 1991) foi um militar e político brasileiro, primeiro diretor-geral da Usina Hidrelétrica de Itaipu, cargo que exerceu por onze anos. Foi um dos signatários do Ato Institucional Número Cinco.

## Biografia
Iniciou sua carreira militar na Escola Militar do Realengo em 1935 e morou nos Estados Unidos entre 1950 e 1951 e fez um curso avançado na Infantry School em Fort Benning, Geórgia. Promovido a tenente-coronel em 1959, foi nomeado Secretário de Segurança Pública de Pernambuco por influência do Ministro da Guerra Henrique Lott. Filiou-se à UDN e foi eleito deputado federal em 1962. Ativo opositor do governo João Goulart, foi entusiasta de sua deposição embora discordasse da opção branda do presidente Castelo Branco no que concerne a implementar as diretrizes do Golpe de 1964. Articulador da candidatura de Costa e Silva à sucessão presidencial, teve êxito também ao apostar em quem seriam seus sucessores. Reeleito deputado federal pela ARENA em 1966, licenciou-se do mandato ao ser nomeado Ministro das Minas e Energia pelo presidente Costa e Silva, em 15 de março de 1967, permanecendo à frente do cargo até 27 de janeiro de 1969 quando foi reposicionado no Ministério do Interior. Como ministro de estado foi um dos participantes, em 13 de dezembro de 1968, da 43ª sessão do Conselho de Segurança Nacional que aprovou unanimemente a vigência do Ato Institucional Número Cinco, marco do endurecimento da ditadura militar brasileira. Com o afastamento do presidente da República por questões de saúde e a ascensão de uma junta militar em 31 de agosto de 1969 foi mantido no ministério e lá permaneceu ainda durante todo o governo Emílio Garrastazu Médici. Em abril de 1974 foi nomeado diretor-geral de Itaipu pelo presidente Ernesto Geisel e exerceu a função até o fim do governo João Figueiredo, em 1985, cargo que a partir de 1980 acumulou com a presidência das Centrais Elétricas Brasileiras (Eletrobras).
A 10 de Julho de 1970 foi agraciado com a Grã-Cruz da Ordem do Infante D. Henrique de Portugal.
Em 1972, durante a Conferência de Estocolmo, a primeira  Conferência Mundial sobre o Homem e o Meio Ambiente, pronunciou a célebre frase "Desenvolver primeiro e pagar os custos da poluição depois", demonstrando a posição do governo do Brasil da época, que visava o crescimento econômico a qualquer custo.  
Durante sua gestão houve o desaparecimento das Sete Quedas, devido a formação do lago da usina, e depois a inauguração de Itaipu em 5 de novembro de 1982. Cotado para a sucessão presidencial ao lado de outros postulantes militares e civis (em especial ao longo de 1983) não levou suas pretensões adiante. Passou à reserva como General de Exército. 

José Costa Cavalcanti junto com o Cel. Antônio Souza